# Museo Nacional de Brasil
El Museo Nacional (en portugués: Museu Nacional) está ubicado en la Quinta da Boa Vista, en Río de Janeiro, Brasil, y es administrado por la Universidad Federal de Río de Janeiro (UFRJ). El 2 de septiembre de 2018 sufrió un incendio de gran escala que destruyó casi la totalidad del acervo museístico.

## Historia

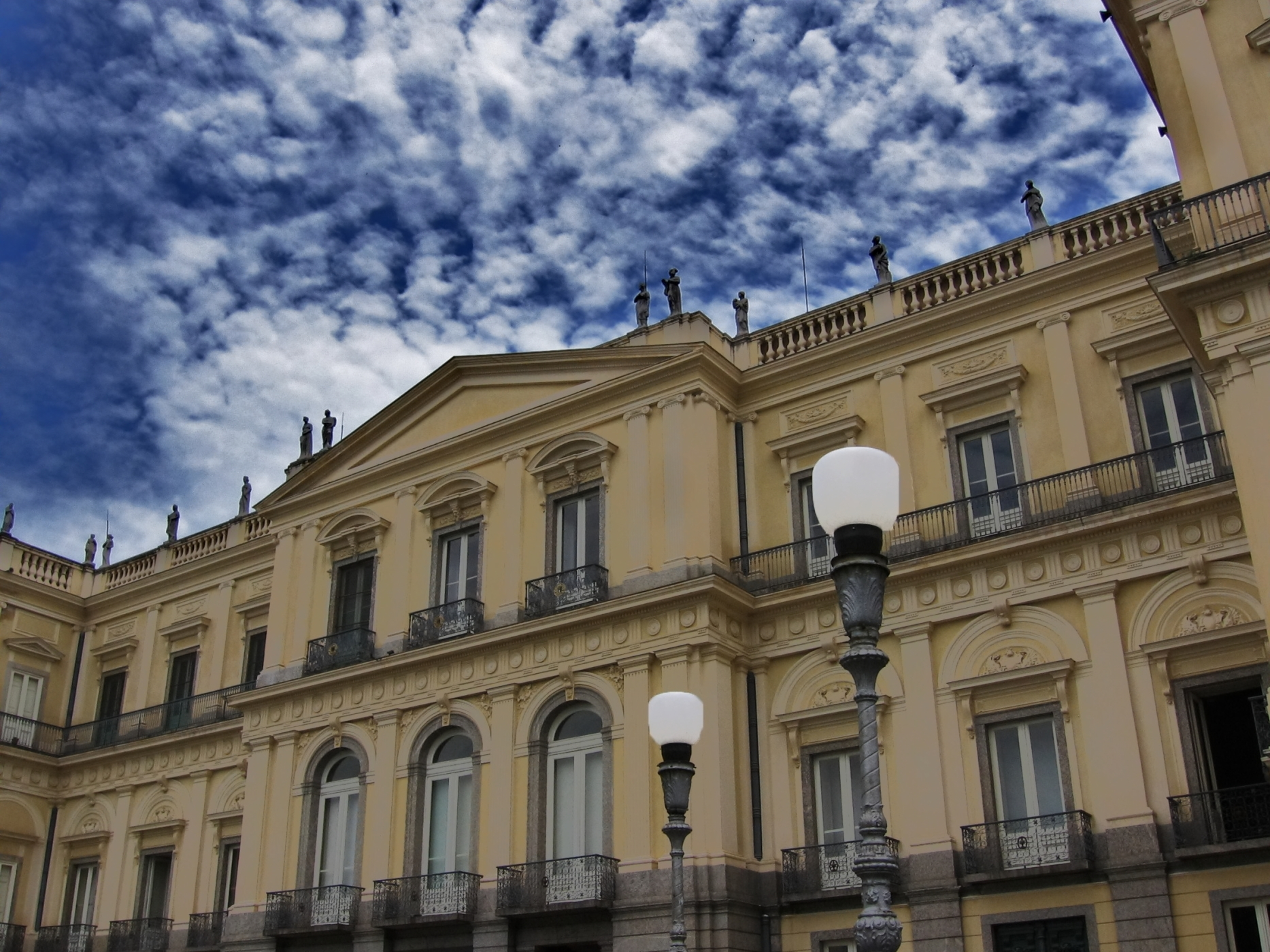
Museo Nacional de la Universidad Federal de Río de Janeiro - São Cristóvão, Río de Janeiro.

Fue fundado por Juan VI, rey de Portugal, el 6 de junio de 1818 bajo el nombre de Museo Real, con el propósito de fomentar la investigación científica en Brasil, que hasta entonces era una inmensa colonia salvaje y desconocida para la ciencia. Inicialmente, el Museo Real ocupaba un predio ubicado en el Campo de Santana, en el centro de Río de Janeiro. El museo albergaba ejemplares botánicos y animales disecados, en especial aves, lo que hizo que fuera conocido como la Casa de los Pájaros (Casa dos Pássaros).
Con el casamiento del emperador Pedro I de Brasil con la archiduquesa Leopoldina de Austria, llegaron a Brasil algunos de los más importantes naturalistas del siglo XIX, como Johann Baptiste von Spix y Carl Friedrich Philipp von Martius, quienes trabajarían para el Museo. Otros investigadores europeos, como Auguste de Saint-Hilaire y el barón Georg Heinrich von Langsdorff, contribuirían a la colección de ejemplares botánicos del Museo Real, como resultado de sus expediciones en Brasil.
Durante el transcurso del siglo XIX, tanto por interés del emperador Pedro II como del público europeo, el Museo Nacional invirtió en las áreas de antropología, paleontología y arqueología. El propio emperador —un entusiasta de todas las ramas de la ciencia— contribuyó con diversas piezas de arte egipcio, fósiles y ejemplares botánicos, entre otras piezas obtenidas por él en sus viajes. De esta forma, el Museo Nacional se modernizó y se convirtió en el centro más importante de América del Sur en historia natural y ciencias humanas.
Siendo el emperador aún una figura muy popular al momento de ser depuesto, en 1889, los republicanos procuraron apagar los símbolos del Imperio. Uno de estos símbolos, el Palacio de São Cristóvão, residencia oficial de los emperadores, se convirtió en un local ocioso, representante del poder imperial, hasta 1892, año que el Museo Nacional, con todo su acervo, fue transferido de la Casa de los Pájaros al Palacio de São Cristóvão, ubicado en la Quinta da Boa Vista, donde se encuentra hasta el día de hoy.
En 1946 el museo pasó a ser administrado por la Universidad de Brasil, actualmente la Universidad Federal de Río de Janeiro (UFRJ).

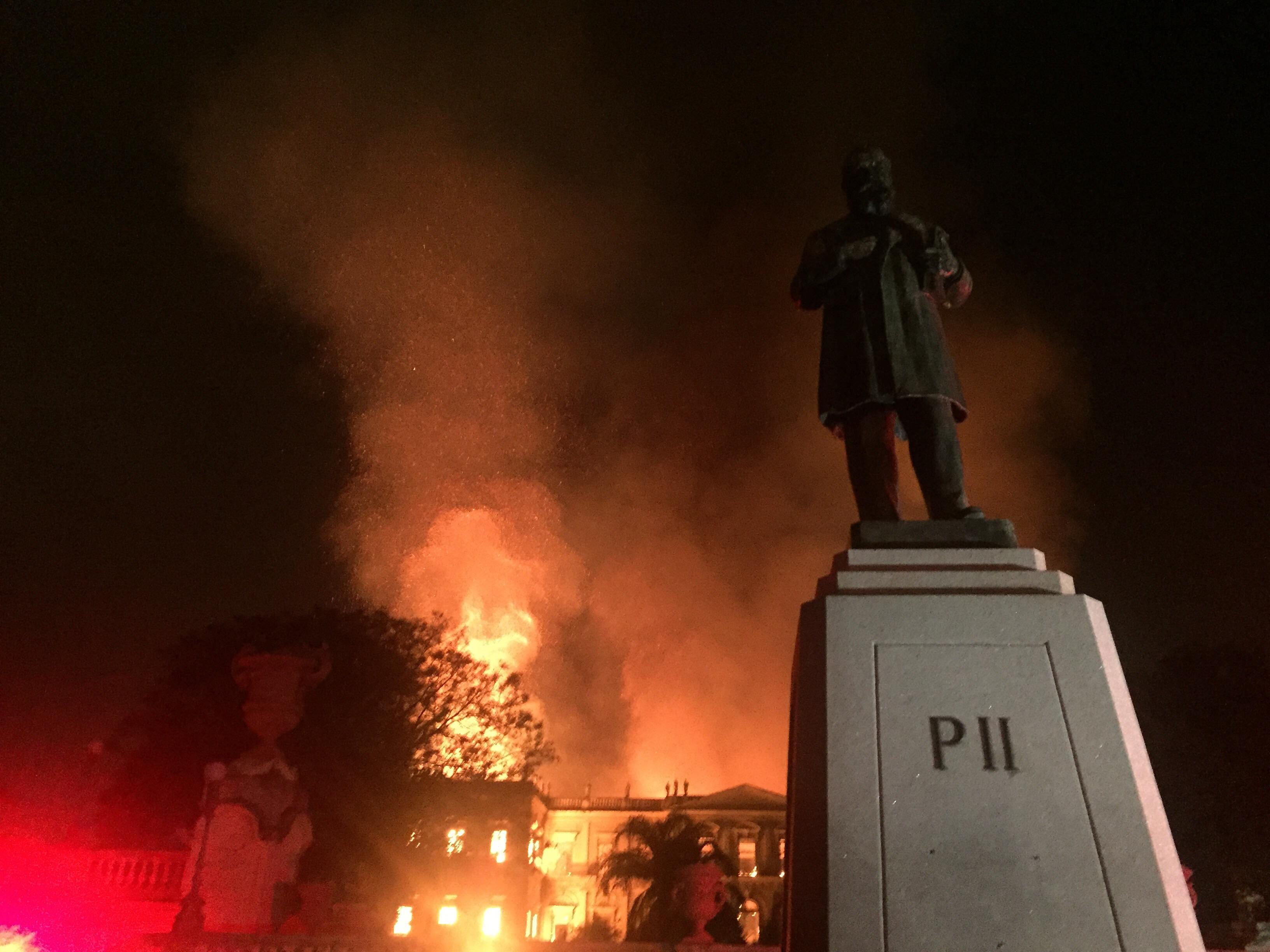
Entrada del museo en llamas, presidida por la escultura en honor a Pedro II de Brasil, durante el incendio de septiembre de 2018.

### Incendio
El 2 de septiembre de 2018 sufrió un incendio de gran escala que destruyó la casi totalidad del acervo museístico. La subdirectora del museo, Cristiana Serejo, dijo que las llamas consumieron cerca del 90% de las piezas del museo, unos 20 millones de artículos con valor histórico y cultural.

## Colecciones
Los investigadores y sus salas y laboratorios ocupaban una parte considerable del palacio, junto con algunos edificios erigidos en el Huerto Botánico, en la Quinta da Boa Vista. En el Huerto Botánico se encontraba la mayor biblioteca científica de Río de Janeiro. El Museo Nacional ofrecía cursos de posgrado ligados a la UFRJ en las siguientes áreas: antropología y sociología, botánica, geología, paleontología y zoología.
El palacio albergaba la exposición de uno de los mayores acervos del continente de animales disecados, minerales, insectos, utensilios indígenas, momias egipcias y sudamericanas, meteoritos, fósiles y hallazgos arqueológicos.